# 東京都立新宿高等学校
東京都立新宿高等学校（とうきょうとりつ しんじゅくこうとうがっこう、英: Tokyo Metropolitan Shinjuku High School）は、東京都新宿区内藤町に所在する東京都立高等学校。

## 概要
1921年に開校した東京府立第六中学校を前身とする東京都立高等学校。2003年より進学重視型単位制に移行、一般入試の国語・数学・英語での自校作成問題を開始する（2014年度入試からはグループ作成問題の出題に移行）。土曜授業の復活や、年間2,000時間に及ぶ講習・補習の実施、主要教科の多くで習熟度別授業を実施している。
2007年6月、東京都教育委員会より、駒場・国分寺・小山台・町田とともに「進学指導特別推進校」に指定される。
「自主・自律」を校是とし、校則は必要最小限のものにとどまっている。標準服はあるが着用義務は無い。新宿駅に近く、通学圏は都内広域にわたる。創立以来の「文武両道」の伝統を脈々と受け継ぎ、部活動、学校行事が盛んである。中でも水泳部や囲碁将棋同好会は強豪であり、囲碁将棋同好会は2014年、個人戦で第8回全国高等学校囲碁選抜大会へ出場した。
2016年公開の映画『君の名は。』に登場する「東京都立神宮高等学校」の外観のモデルとなった。

## 沿革

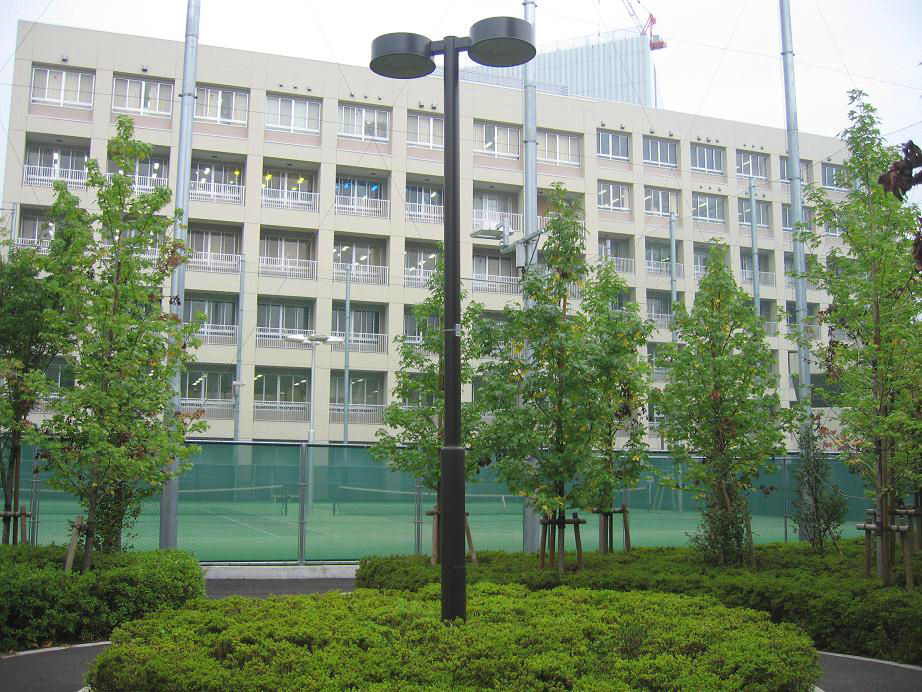
校庭側から見た校舎
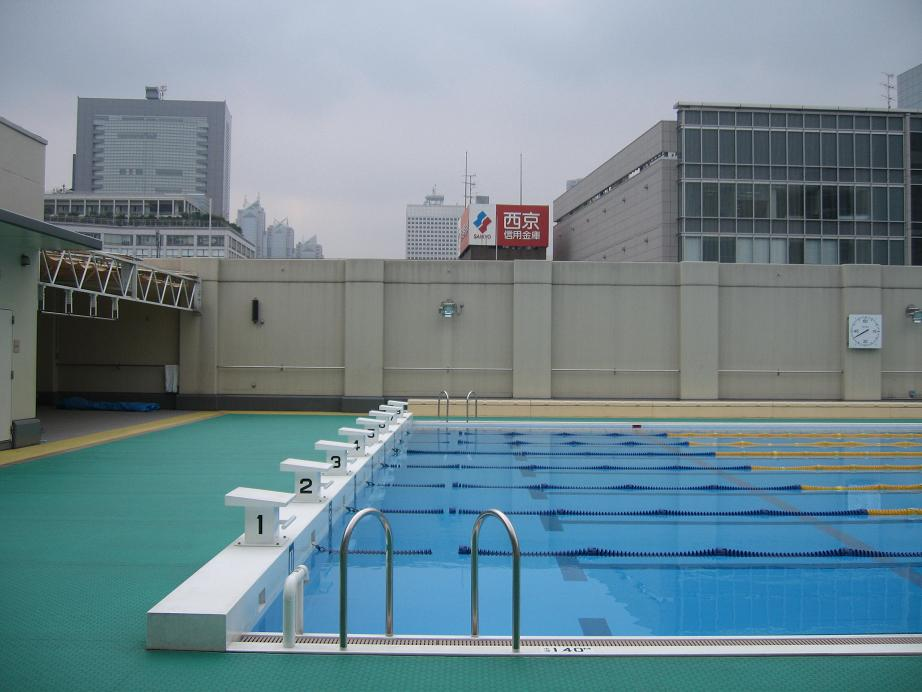
屋上プール
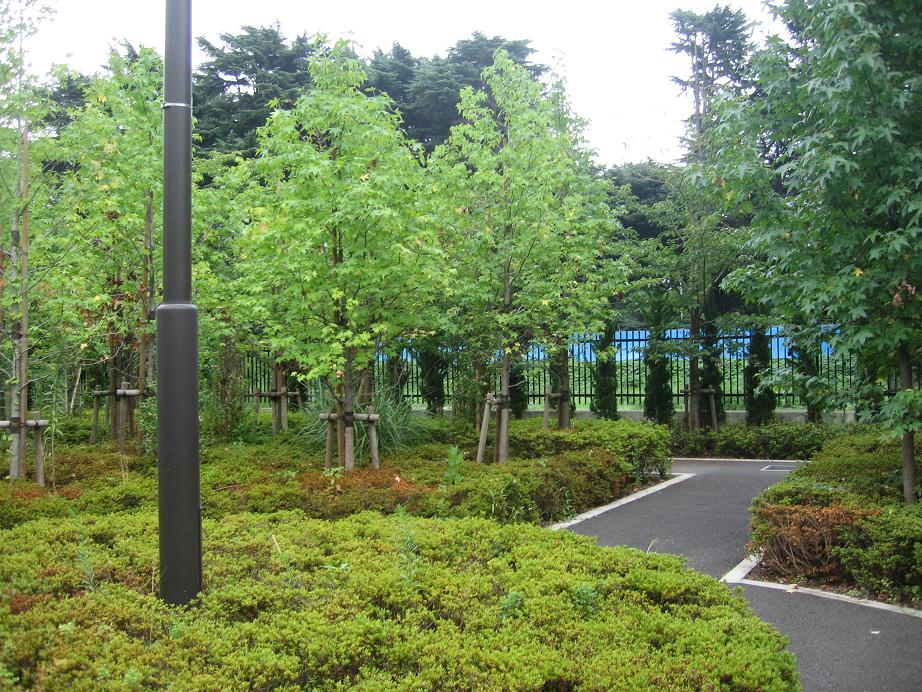
散策路
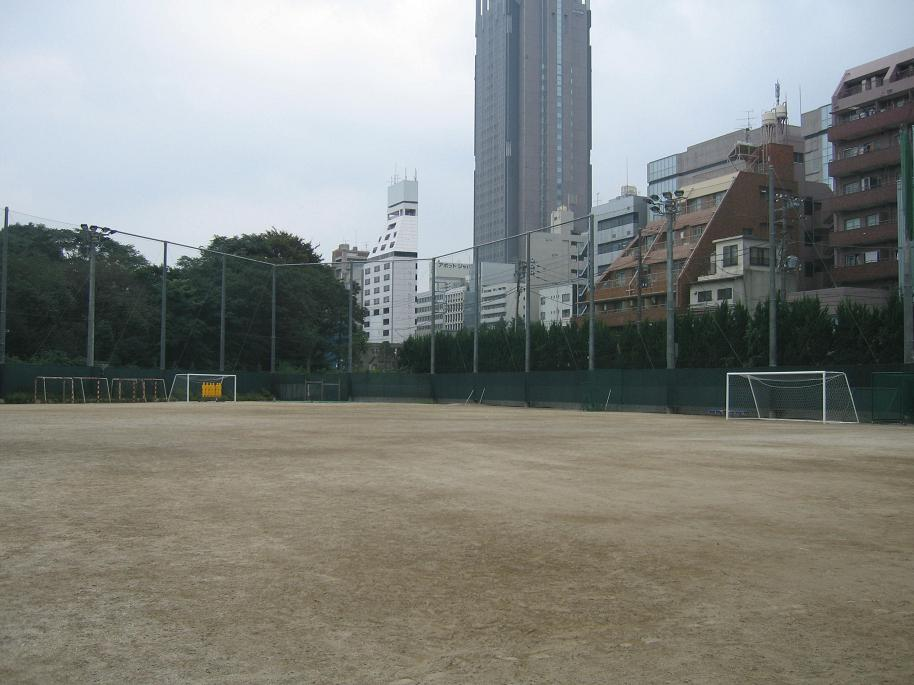
グラウンド
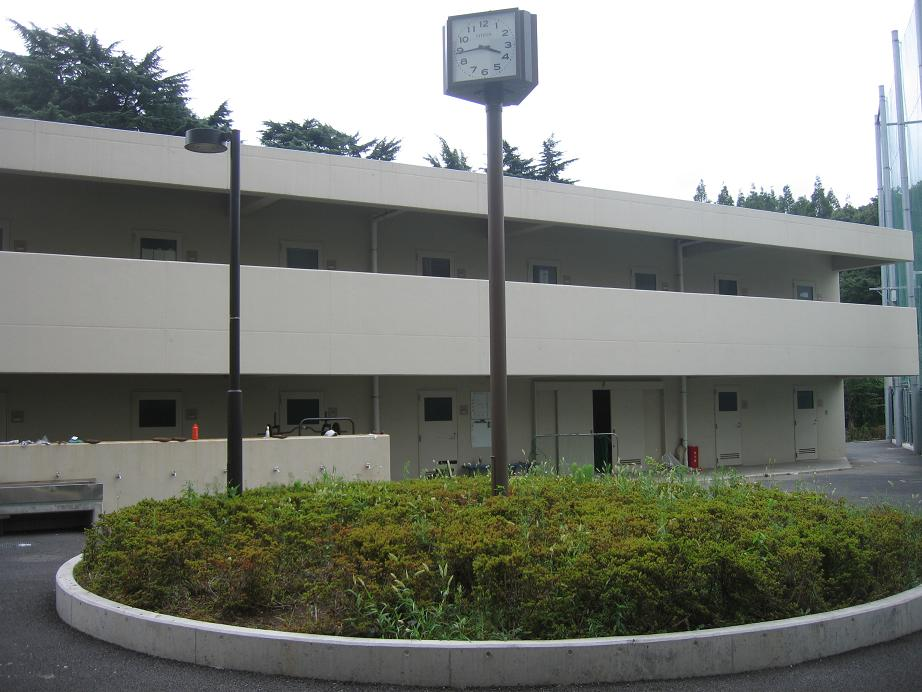
部室棟
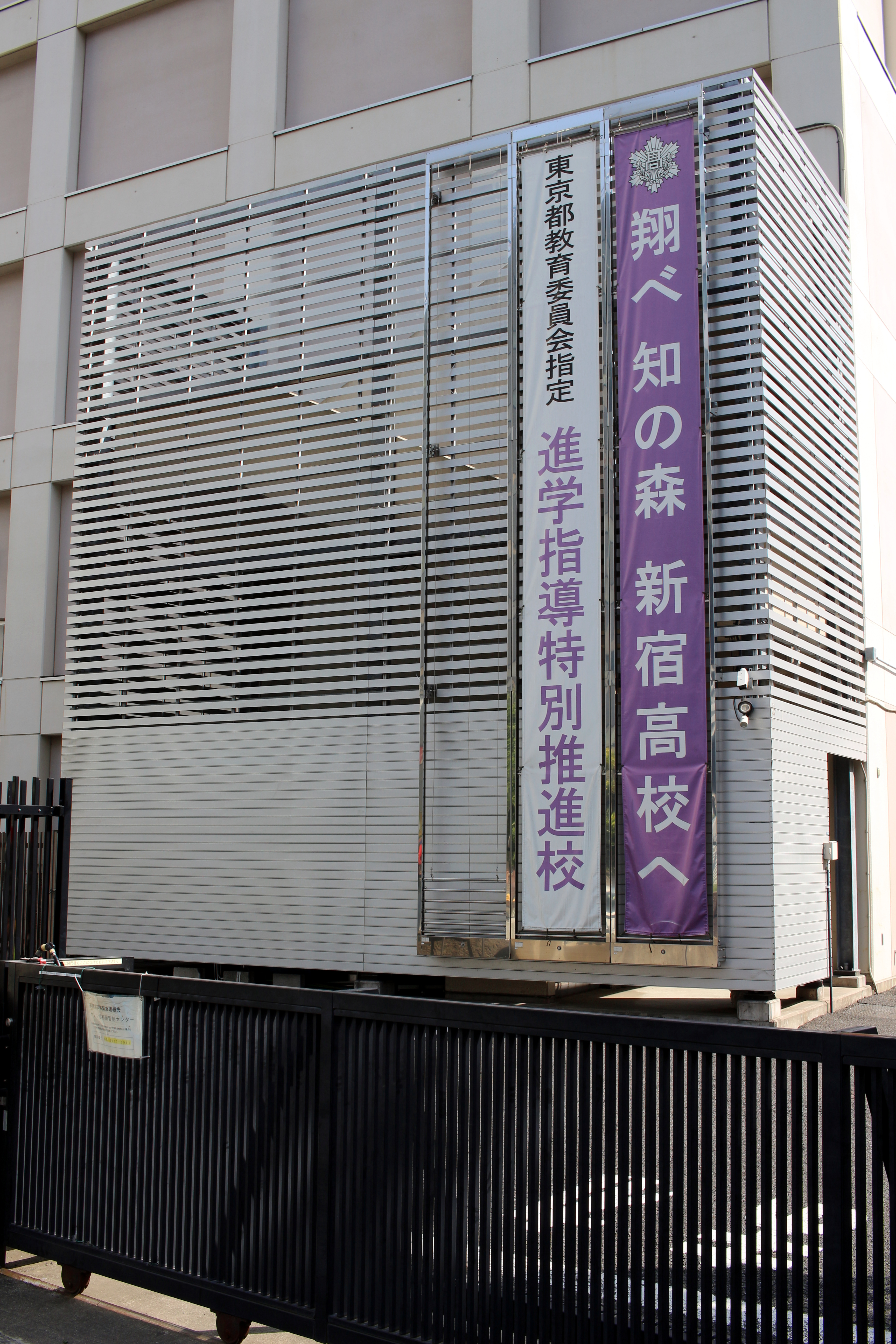

### 略歴
戦前は、後に満洲国師道大学学長となる阿部宗孝校長によって、戦艦三笠の「興國之鐘」（後述）が置かれるなど、他の府立中学の例に漏れず忠君愛国教育や一部に軍隊式教育を採り入れた厳格さでも特に知られていた。また、現在に至るまで学園祭や同窓会の呼称ともなっている「朝陽（ちょうよう）」の名は、明治天皇の御製「さしのぼる朝日のごとくさわやかに　もたまほしきは心なりけり」に由来する。校章は朝陽と菊の葉を図案化したもので、菊の葉は皇室の御料地であった新宿御苑内に開校したゆかりを示している。
「興國之鐘」とは、日露戦争時に活躍した戦艦三笠の時鐘（じしょう・時刻を知らせる鐘）の名で、三笠除籍後にその鐘が府立六中に下賜され、校内の鐘楼に掲げられて六中の象徴となっていた。終戦後、進駐軍による接収を逃れるために、その鐘は校内の地中に埋め隠されたといわれる（以後、何度か発掘作業が試みられたが発見されていない）。現在でも校地のどこかにこの「興國之鐘」が眠っているといわれている（1950年に勃発した朝鮮戦争による特需で金属類の需要が高まった時期に何者かが掘り起こしたなどの説もある）。第二の校歌ともいえる「六中健児の歌」（堀内敬三 作詞・作曲）の一節に「興国の鐘は響けり」とあるのは、この鐘のことである。また、この「興國之鐘」、荒木貞夫の「裕丸」なる刀、それと新宿御料地にあることを六中の「三宝」としていた。
1960年代までは毎年60〜90名が東京大学に合格していたが、1967年の学校群制度の導入により受験者が限られ、追い打ちをかけるように全共闘運動の波及による学園紛争の拠点校として次第に敬遠されるようになり、戸山などと比較しても東京大学合格実績で急速に落ちることとなり、東大進学上位校の座は下りることになる。
1982年に学校群制度が廃止されグループ合同選抜制度に移行したが、都立高は入試問題の難易度や授業その他のカリキュラムで私学と比較して機能・制度面で差別化をうまく引き出せず、以降の新宿は進学実績で引き続き停滞が見られた。

### 年表
- 1921年 - 東京府立第六中学校として開校。当初は府立四中に間借り。
- 1922年 - 新宿御苑の一角（現在地）に校舎完成。府立中学としては初の鉄筋コンクリート建築の校舎であった。戦艦三笠時鐘の下付を受け、これを「興國の鐘」と命名する。
- 1923年 - 校章・校歌制定。塩見朝陽舎（現：館山寮）完成。
- 1929年 - 「六中健児の歌」ができる（以後、現在まで臨海教室などで歌い継がれている）。水上朝陽舎（水上寮）完成。
- 1943年 - 都制実施に伴い、東京都立第六中学校と改称。
- 1948年 - 東京都立第六新制高等学校と改称。
- 1949年 - 新宿御苑の一部3,300坪（約10,909 m²）を、さらに運動場として使用許可される（現：グラウンド）。
- 1950年 - 東京都立新宿高等学校と改称。男女共学となる。
- 1952年 - 新校歌制定。学区合同選抜制度導入。
- 1956年 - 第一回・対戸山高校対抗戦が行われる。
- 1958年 - 生徒会報誌「轍（わだち）」第一号発行。
- 1961年 - 東京大学合格者数100名突破。
- 1967年 - 学校群制度による最初の高校入試が実施される。駒場とともに第二学区21群に属す。
- 1969年
  - 新校舎（前校舎）完成。所在地が新宿区内藤町から渋谷区千駄ヶ谷に変更。
  - 11月5日 - 生徒が試験廃止などを求めて授業をボイコット。同月末まで授業がストップ[1]。
- 1982年 - 学校群制度が廃止されグループ選抜となる。戸山、青山、駒場、都立大附属、広尾、目黒、赤城台と共に21グループに属す。
- 1994年 - 現在の単独選抜制度導入。
- 2003年 - 進学重視型単位制高校に移行。自校作成問題を国語・数学・英語の3科目で導入。
- 2004年 - 新校舎竣工に伴い、所在地が渋谷区千駄ヶ谷から、再び新宿区内藤町に変更。
- 2006年 - 都立高校の地域区分がこれまでの旧学区を基にしたものから、新たに設けられた各学校経営支援センター別に変更され、新宿高校は中部学校経営支援センター（東京都庁）に属すことになる。
- 2007年 - 東京都教育委員会より進学指導特別推進校に指定される。
- 2010年 - 定時制を閉課。

なお、定時制課程は、1924年私立東京六中夜学校、1933年東京府立六中夜間中学、1941年東京府立興國中学、1943年東京都立第六中学校第二部、1948年東京都立第六新制高等学校を経て、1950年東京都立新宿高等学校となっていた。

## 教育課程
- 全日制
  - 普通科（進学重視型単位制）

2005年度から各学年8クラスずつの計24クラス構成になった。3年生から文・理系に分かれる。以前は2年生で文理分けを行っていた。
2007年度より国公立大学進学に重点をおくための「国公立対応IIクラス」を設置していたが、生徒全体の志望傾向より、あえて設置する必要性がないとして2012年度より発展的解消をしている。
夜間定時制は2007年度から募集停止・補欠募集のみとなり、2010年3月に閉課した。

## 指定
- 進学指導特別推進校
- 英語教育推進校
- 理数研究校
- 地域協働推進校
- 教育課程実践検証協力校

## 交通・周辺環境
- 東日本旅客鉄道・小田急電鉄・京王電鉄・東京メトロ・都営地下鉄 新宿駅
  - JR南口より徒歩5分、新南口より徒歩4分。
- 東京メトロ・都営地下鉄 新宿三丁目駅
  - E5出口より徒歩2分。

内藤町（新宿区）と千駄ヶ谷（渋谷区）の2区にまたがり、現在は新宿区側に校舎、渋谷区側にグラウンドがある。新宿御苑に隣接するため、新宿という喧騒の中にもかかわらず緑に囲まれた環境の中にある。

## 部活動
運動部
- 陸上競技部
- ソフトテニス部（男・女）
- 硬式テニス部
- 卓球部
- バレーボール部（男・女）
- バスケットボール部（男・女）
- 水泳部
- 山岳部
- 軟式野球部
- 硬式野球部
- サッカー部
- 柔道部
- バドミントン部
- 剣道部
- 弓道部
- ソフトボール部
- チアリーディング部
- ダンス部

文化部
- 放送研究部
- 化学部
- 生物部
- 音楽部
- 演劇研究部
- 美術部
- 写真部
- 茶道部
- 華道部
- 管弦楽部
- 映画研究部
- 軽音楽部
- 料理研究部
- 漫画研究部

同好会
- ジャズ研究同好会
- ESS同好会
- 囲碁将棋同好会

定期戦として戸山高校との対抗戦である「戸山戦」（#学校行事で後述）が毎年行われている。

## 学校行事
朝陽祭（ちょうようさい）
全日制の文化祭で毎年9月上旬に行われる。2004年（平成16年）度まで世田谷区民会館で行われる区民部門、校内にて一般公開される校内部門、一般公開されない後夜祭部門があったが、2005年（平成17年）度からは新校舎竣工に伴い区民部門が廃止され、校内部門が拡大、大がかりな演劇・パフォーマンスも大体育館のステージや小体育館（剣道場）を利用して行われるようになった。校内部門については種類別に人気投票を行い、種類別優勝、全体の優秀賞、最優秀賞を決定、後夜祭にて発表する。
臨海教室
六中の創立当時から続いている新宿高校の代表的な行事の一つ。7月下旬から8月上旬にかけて各3泊4日×4期にわたり、1年生全員参加で館山寮にて行われる。3日目の大遠泳（沖の島までの約1.5 kmの遠泳）の完泳率は毎年90%以上にも達する。
戸山戦
1956年以来続いている戸山高校との運動部対抗戦で、毎年6月上旬に行われる。戸山高校では「新宿戦」と呼ばれる。
運動会
すべての学年が、東西南北の4つの軍に分かれて争う。駒沢オリンピック公園球技場（世田谷区）で行われる。
セミナー合宿
2006年度より開始した、入学直後に実施される宿泊行事。学習習慣の確立とオリエンテーションを目的として行われる。
2011年度入学生（66回生）は、東日本大震災の影響で行事開催決定後初めて合宿が中止された。
合唱コンクール
2学年と1学年の全クラスが課題曲、自由曲で競う。2005年度は世田谷区民会館、2006年度は新宿文化センター、2008年度はなかのZEROホールを会場に行われた。
マラソン大会
2学年と1学年の全生徒が参加して昭和記念公園にて行われる。男子は8.2 km、女子は6.4 kmを走る。
スキー教室
1学年の希望者のみ参加。場所は志賀高原スキー場。※2009年度よりスキー教室は行われていない。

## 施設

### 校内
- 校地面積　25,861 m²
- 校舎 - エレベーター（2基）（ただし生徒の使用は原則として禁止されている）
  - 7階 - 屋上プール、更衣シャワー室（男・女）、大講義室、地歴公民室、音楽室、ガイダンス室（3室）
  - 6階 - LL教室、生物室、物理室、化学室、工芸室、美術室、中講義室（2室）
  - 5階 - ホームルーム教室（1A〜1H）、被服室、調理室、中講義室（3室）
  - 4階 - ホームルーム教室（2A〜2H）、PC教室、中講義室（3室）
  - 3階 - ホームルーム教室（3A〜3H）、大体育館（5階まで吹き抜け、バスケットボールコート2面）、視聴覚室（4階まで吹き抜け）、進路指導室、進路指導資料室、中講義室（3室）
  - 2階 - 校長室、職員室、体育教員室、生徒会室、放送室、図書室、自習室、生活指導室、カウンセリング室、小会議室、資料室、保護者控室、応接室、休憩室、更衣シャワー室（男・女）
  - 1階 - ロビー（屋上まで吹き抜け）、光庭（屋上まで吹き抜け）、小体育館（2階まで吹き抜け、剣道場）、柔道室（2階まで吹き抜け）、食堂、和室、保健室、大会議室、事務室
- 部室棟（2階建て）
- 校庭（テニスコート2面）
- グラウンド

### 校外
- 館山朝陽舎（館山寮）
  - 千葉県館山市香（こうやつ）字西浜にある施設で、塩見朝陽舎とも呼ばれる。創設は1923年5月で、2004年に同窓生の寄付の下改修工事が行われた。1学年の臨海教室や水泳部の合宿の際に利用される。一般の利用も可能。2019年の房総半島台風で大破した。
- 水上朝陽舎（水上寮）
  - 群馬県利根郡みなかみ町小日向にある施設。1929年創設で、やはり老朽化が目立つ。2学年の林間教室（尾瀬ハイキングや谷川岳登山）の際に利用されていたが、2006年に閉寮した。

## 関連書籍
- 『五十年の歩み 府立六中=新宿高校』（五十周年記念誌編集委員会編、1973年）- 都立中央図書館等に所蔵されている。
- 『むかし〈都立高校〉があった』（奥武則、平凡社） - 筆者は新宿高校出身。都立の「エリート文化」がかつて「確かに」あったことを、またそれを破壊した人々を検証してゆく。
- 『東京府立中学』（岡田孝一、同成社、2004年） - 筆者は両国高校出身。全国から嘱目されるエリート養成機関であった都立ナンバースクールの実像を描く。